# Anton Fischer (Fabrikant)
Anton Fischer (später auch Anton von Fischer-Ankern oder Anton Fischer Ritter von Ankern; * 27. Juni 1812 in St. Aegyd; † 7. April 1902 in Wien) war ein österreichischer Stahlwarenfabrikant.

## Leben
Anton Fischer war der Sohn des Eisenwarenfabrikanten Daniel Fischer. Er baute die Werke seines Vaters in St. Aegyd am Neuwalde und Furthof (Niederösterreich) aus und erwarb 1857 ein unbedeutendes Hammerwerk in Aumühl Kindberg. Dort errichtete er 1865 ein Puddel- und Walzwerk sowie eine Arbeitersiedlung (Kolonie). In seinem Bauansuchen an die Landgemeinde Kindberg spricht er die Bedeutung der Nähe zur Südbahn (Wien - Laibach) für seine Produktion an. Seine  unternehmerischen Leistungen brachten der Eisen- und Stahlindustrie Österreichs einen gewaltigen Aufschwung. Wegen seiner industriellen Leistungen wurde ihm das Prädikat „Ritter von Ankern“ verliehen. Im Jahre 1869 gründete er die St. Egydy und Kindberger Eisen- und Stahl-Industrie-Gesellschaft und war in Folge bis zum Gründerkrach 1873 Präsident und Hauptaktionär des Unternehmens.